# الحد الأقصى لوزن الممر
الحد الأقصى لوزن الممر (maximum ramp weight) اختصاراً (MRW) المعروف أيضًا باسم الحد الأقصى لوزن التدريج (maximum taxi weight) اختصاراً (MTW) هو الحد الأقصى للوزن المسموح به لمناورة «التدريج أو القطر» (taxiing or towing) للطائرة على الأرض وفقًا لمتطلبات قوة الطائرة وصلاحيتها للطيران. ويشمل وزن وقود التدريج (taxi) والتشغيل (run-up) للمحركات ووحدة الطاقة المساعدة (APU).
الحد الأقصى لوزن التدريج أكبر من الحد الأقصى لوزن الإقلاع بسبب الوقود الذي سيتم حرقه أثناء عمليات التدريج (taxi) والتشغيل (run-up).
يعتمد الفرق الحد الأقصى لوزن التدريج والوزن الأقصى للإقلاع (الحد الأقصى المسموح به لوقود التدريج (taxi)) على حجم الطائرة، وعدد المحركات، وتشغيل وحدة الطاقة المساعدة (APU)، والمحركات / استهلاك وقود وحدة الطاقة المساعدة (APU)، ويفترض عادةً أن يكفي من 10 إلى 15 دقيقة من أجل عمليات التدريج (taxi) والتشغيل (run-up).

## روابط خارجية
- توليف تصميم الطائرات دون سرعة الصوت
- وزن الطائرة وتوازنها
- توليف تصميم الطائرات وتحليلها
- كتيب الطيار لمعرفة الطيران (2008)